# Mykelti Williamson
Michael T. „Mykelti” Williamson (ur. 4 marca 1957 w Saint Louis) – amerykański aktor filmowy i telewizyjny.

## Filmografia

### filmy fabularne
- 1981: Szaleni detektywi jako Lemar Washington
- 1984: Ulice w ogniu jako B.J. – The Sorels
- 1986: Dzikie koty jako Levander 'Bird' Williams
- 1993: Uwolnić orkę jako Dwight Mercer
- 1994: Forrest Gump jako Bubba Blue
- 1995: Uwolnić orkę 2 jako Dwight Mercer
- 1995: Gorączka jako sierż. Drucker
- 1995: Czekając na miłość jako Troy
- 1997: Con Air – lot skazańców jako Baby-O
- 1998: Barwy kampanii jako Dewayne Smith
- 1998: Gatunek 2 jako Dennis Gamble
- 1999: Złoto pustyni jako pułkownik Horn
- 2001: Ali jako Don King
- 2004: Po zachodzie słońca jako agent Stafford
- 2004: Zabić prezydenta jako Harold Mann
- 2005: Get Rich or Die Tryin’ jako ojczym Charlene
- 2006: Zabójczy numer jako Sloe
- 2006: ATL jako wujek George
- 2007: Cudowne dziecko jako Reverend James
- 2009: Oszukać przeznaczenie 4 jako George Lanter
- 2016: Płoty jako Gabriel Maxson

### seriale TV
- 1978: Starsky i Hutch jako Bruce
- 1981: Ojciec Murphy jako Lijah
- 1983: Posterunek przy Hill Street jako oficer Ron Garfield
- 1984: Gimme a Break! jako kelner
- 1984–1985: Niebezpieczne ujęcia jako Rick
- 1984–1985: Policjanci z Miami jako Sylvio Romulus/Leon Jefferson
- 1986: Statek miłości jako James Rusell/James Russell
- 1986: Posterunek przy Hill Street jako Raymknd Hawkins Jr.
- 2009: Świry jako trener Sammy Winslow
- 2010: 24 godziny jako Brian Hastings, dyrektor CTU New York
- 2010: Żona idealna jako Mathew Wade
- 2010: Szkoła na haju jako Paranoid
- 2014: Skorpion jako generał Ned Walker
- 2015–2016: Hawaii Five-0 jako Clay Maxwell/Clay
- 2016: Underground jako Moses
- 2017–2018: Chicago PD jako pułkownik Denny Woods
- 2018: Zabójcza broń jako Tom Barnes